# Epinotia atacta
Epinotia atacta is een vlinder uit de familie bladrollers (Tortricidae) die voorkomt in tropisch Afrika. De wetenschappelijke naam voor deze soort is voor het eerst geldig gepubliceerd in 1992 door Diakonoff.